# 国松登
国松 登（くにまつ のぼる、1907年5月6日 - 1994年4月18日）は、日本の水彩画家。「北海道を代表する芸術家」の1人に挙げられる。
北海道の気候や風土を意識したテーマで描き、幻想的で静謐感の漂う作風が特徴。

## 人物
北海道教育大学札幌校の集中講義や札幌市内の絵画教室での指導の際や、上野精養軒で開催された国展の懇親会などでは、手品を披露していた。穴の空いた千円札が一瞬にしてピン札になる、耳や身体からタバコを出すなど。
国松明日香は長男。

## 「眼のない魚」シリーズ
国松が第二次世界大戦後に描いたシリーズであり、戦前に描いていた絵画とは大きくことなる。
深海の中で耐えるとともに、飛躍の時を待っている精神力と内に秘められた生命のエネルギーを感じるとともに、芸術の未来を暗示させる重要なメツセ一ジ性があるとされる。国松自身は眼のない魚なんて……作品は売れるものじゃないよね、戦後、ぼくは何年かは静かに海に潜っていたんだよ……と語っている。
きっかけは、1948年に丸井今井小樽支店で開催の移動水族館にて「眼のつぶれたクロダイ」を見た際に若山牧水の歌海底に眼のなき魚の棲むといふ眼の無き魚の恋しかりけりが頭に浮かび、「目とかヒレとかを描かないでも魚は描ける」「目のない魚の形だけで、哀愁みたいなものを表現できるのではないか」と着想を得たことによる。
「眼のない魚」のあとは「雪野」、「雪原」などを描き、「氷人」から「氷上のひと」シリーズに至った。また、晩年は象や鯨といった大きなものを描くことに情熱を燃やしていた。

## 「氷人」シリーズ
1960年以降に発表された。
北のロマンとノスタルジーに満ち、透明で構築された造形が静寂さの中に奥深く美しい世界を表現しており、人間愛や動物愛を根底にした国松独自の宇宙を創造している。
国松は厳冬のオホーツク海に旅したとき、流氷がおしよせ、月のあかりの中にあたかも男女が抱擁しているような光景に遭遇してとても感動した。それをきっかけに氷像・雪原・人間・動物などをモチーフにして作品を描くようになったと述べている。

## 経歴
1907年5月6日、函館区鶴岡町（現・函館市大手町）で書画骨董などを商っていた父・美登利、母・キクの六男（男6人女1人の末子）として生まれるが、同年8月25日の函館大火で生家は丸焼けになり、その後は住居を転々としつつ1914年には宝小学校に入学する。1916年8月2日の函館大火でも罹災し、両親と1人の兄と4人とで小樽区山田町（現・小樽市山田町）へ移住した。
1924年に小樽区立堺尋常小学校（現・小樽市立堺小学校）高等科を卒業して上京。新聞配達をしながら電気学校（現・東京電機大学）の夜間部に通うが、1926年の時、病気のため。帰郷し北海水力電気（現・北海道電力）に就職する。夜は三浦鮮治が主宰する石膏デッサン会のグループ「裡童社」に通うようになり、絵の勉強を始める。
1927年に北海水力電気を退職して再び上京し、平沢貞通の薦めで、二科会会員の赤城秦舒に師事し水彩画を学ぶ。国松にとって絵画の先生らしい先生は赤城が初であり、エンピツで形をとったりせずに、直に透明水彩の色を重ねて徐々に色を複雑にしていく技法は赤城から学んでいる。1930年には本郷洋画研究所で学ぶようになった。
1932年に北海道美術協会展（道展）で初入選する。同年、三岸好太郎の知遇を得る。1930年に発足した独立美術協会には、第2回独立展から7回まで出品している。また、1933年には「北海道独立美術作家協会」を小山昇、植木茂、小川マリ、菊地精二らとともに設立する。
1933年4月、帝国美術学校（現・武蔵野美術大学）西洋画科へ入学する。東京と小樽とを行き来する生活をしていたが、1937年には小樽定住を決め、同年2月には越後ヨシ（良子）と結婚する。
1938年、国画会の立石鉄臣、春陽会の原精一といった親しくしていた人たちから、「国松の絵は独立展では地味」「国松を活かすためには国展の方がよい」との言葉を受けて、独立美術協会から国画会に移る。また、1938年には長女・きららを授かっている。
1939年3月、帝国美術学校を卒業し、同年の国展で「国画褒状」を受け、翌年1940年の国展で「国画奨学賞」を受賞したことで国画会の支持者である福島繁太郎と知り合い、親交を持つようになる。1940年6月には、従軍画家として満州、朝鮮方面に赴く。1941年に次女・こぬれが誕生する。
1958年に小樽市から札幌市に移住する。
1961年から1962年にかけてアメリカ合衆国、メキシコ、ヨーロッパ各国を遊学する。
1994年4月18日、国画会審査のための上京していたところ、心筋梗塞により搬送された駿河台日本大学病院で死去する。

## 賞歴
- 1959年 - 北海道文化賞（芸術部門）[1]
- 1976年 - 紺綬褒章[1]
- 1978年 - 札幌市民芸術賞[5]
- 1979年 - 勲五等瑞宝章（地方文化功労）[1][5]
- 1986年 - 紺綬褒章[1]
- 1986年 - 北海道新聞文化賞（社会文化賞）[1][5]
- 1988年 - 北海道開発功労賞[5]

## 作品収蔵先の例
- 北海道立近代美術館 - 「星月夜」など29点[1]
- 北海道立函館美術館 - 「樹氷」など5点[1]
- 札幌芸術の森美術館 - 「氷上のひと」など10点[1]
- 市立小樽美術館[1]
- 真狩村教育委員会[1]
- JR北海道札幌駅 - ステンドグラス「黎明」[5]